# Jafar Salmasi
Mohammad Jafar Salmasi (22. september 1918 i Teheran - 31. januar 2000 sammesteds; persisk: محمد جعفر سلماسی) var en iransk vægtløfter, der deltog i de Olympiske sommerlege 1948 i London, hvor han dels vandt bronze (i 60 kg-vægtklassen), dels satte olympisk rekord i kategorien træk med 100 kg.
Mohammad Jafar Salmasi vandt guld i de Asiatiske Lege i 1951 i New Delhi.
Den iranske idrætsmand, der vandt Irans første medalje ved de olympiske sommerlege, døde som 81-årig i Teheran.